# Festival Voix d'Amériques
Pour les articles homonymes, voir FVA.
Le Festival Voix d’Amériques a existé de 2002 à 2011. Basé à Montréal et dirigé par D. Kimm et Les Filles électriques, le  Festival Voix d'Amériques (FVA) était un festival bilingue dédié au spoken word et à la performance poétique.  La dixième édition du FVA a eu lieu du 11 au 18 mars 2011 avec comme invités d’honneur la musicienne  Melissa Auf Der Maur et le conteur Michel Faubert.
Le Festival Voix d’Amériques a été remplacé par le festival Phénomena qui se déroule à Montréal au mois d’octobre.

## Historique
Fondé en 2002 par le conteur André Lemelin, le festival est repris dès 2003 par D. Kimm et Les Filles électriques. Axé au départ sur l’oralité et le spoken word, le Festival a évolué vers la performance, tout en conservant son engagement envers le texte performé par son auteur. Il présentait des artistes de renom et de la relève, poètes, performeurs, musiciens, chanteurs, danseurs, travestis, vidéastes, marionnettistes, etc.
De 2002 à 2010, le FVA fut tenu annuellement au mois de février puis en mars pour la dernière édition en 2011. Les spectacles étaient présentés dans les salles underground de l’avant-garde artistique montréalaise soit La Sala Rossa, La Tulipe, le Théâtre La Chapelle, la Casa del Popolo et le Divan Orange. Le Conseil des arts de Montréal a nommé le FVA comme finaliste à deux reprises pour son Grand Prix (2004 et 2010). Le Festival a fait la Une à plusieurs reprises des principaux hebdomadaires de Montréal (Voir, Hour, Mirror, Ici) ainsi que des cahiers culturels des quotidiens Le Devoir, La Presse et The Gazette.

## Les invités d’honneur
Au cours des années, les invités d’honneur ont été: le poète Patrice Desbiens (2003), l’auteur-compositeur Urbain Desbois (2004), la chanteuse Chloé Sainte-Marie (2005), le dramaturge autochtone Tomson Highway (2006), l’auteur-compositeur-interprète Richard Desjardins (2007), le poète new-yorkais John Giorno (2008), la chanteuse d’origine acadienne Marie-Jo Thério (2009), la performeuse américaine Ursula Rucker (2010), et la musicienne Melissa Auf der Maur et le conteur et chanteur Michel Faubert (2011).